# Vass Levente (politikus)
Dr. Vass Levente (Kézdivásárhely, 1975. április 26. —) romániai magyar parlamenti képviselő, az RMDSZ Szövetségi Állandó Tanácsának tagja. Emellett a Romániai Magyar Kisgazda és Kisvállalkozói Platform elnöke. Szakmáját tekintve urológus főorvos, közegészségügyi és egészségügyi menedzsment szakorvos.

## Tanulmányai
Vass Levente 1993-ban érettségizett a sepsiszentgyörgyi Székely Mikó Kollégiumban. Orvosi tanulmányait a Marosvásárhelyi Orvosi és Gyógyszerészeti Egyetemen végezte, ahol 1999-ben szerzett általános orvosi diplomát. 2000–2001 és 2002–2003 között egészségügyi menedzsment mesterképzést végzett a budapesti Semmelweis Egyetemen.
2006-ban urológiai szakorvosi képesítést szerzett a bukaresti Fundeni Klinikán, majd 2011-ben főorvosi minősítést kapott a Marosvásárhelyi Urológiai Klinikán. 2014-ben közegészségügyi és egészségügyi menedzsment szakorvosi képesítést szerzett a nagyszebeni Orvosi és Gyógyszerészeti Egyetemen.

## Szakmai pályafutása a közegészségügyben
2002 és 2014 között a Marosvásárhelyi Orvosi és Gyógyszerészeti Egyetemen oktatott, ahol kari tanácsi és szenátusi tagként is tevékenykedett. Urológusként dolgozott a Maros Megyei Klinikai Kórházban, 2011 és 2013 között annak urológiai és litotripsziás részlegét vezette. 2014 és 2016 között saját rendelőjében, a CMI Dr. Vass Levente Urológiai Klinikán praktizált.
Egészségügyi menedzseri tapasztalatát több vezető beosztásban szerezte: 2007 és 2008 között a Marosvásárhelyi Sürgősségi Klinikai Kórház orvosigazgatója volt, majd 2008 és 2013 között a Maros Megyei Klinikai Kórház különböző vezetői tisztségeit töltötte be. 2010 és 2011 között a Maros Megyei Tanács alárendeltségében működő kórházak igazgatótanácsának elnöke volt. 2010 és 2012 között az egészségügyi miniszter személyes tanácsadójaként dolgozott Bukarestben.

## Közéleti és politikai tevékenysége
2015-től az RMDSZ Maros megyei szervezetének elnöke, emellett tagja a szövetség állandó tanácsának és képviselői testületének. 2016 és 2020 között parlamenti képviselővőként tevékenykedett, a képviselőház egészségügyi bizottságának titkáraként dolgozott.  Törvénykezdeményezései a betegellátás hatékonyabbá tételére, a családorvosi ellátás fejlesztésére, a szűrőprogramok kiterjesztésére és a rezidensképzés megreformálására irányultak. 
A 2024-es romániai parlamenti választások során ismét megválasztották román parlamenti képviselőnek az RMDSZ frakciójába.

## Civil és tudományos tevékenység
Vass Levente 2000-ben alapító tagja volt a Studium Prospero Alapítvány, amely az erdélyi fiatal értelmiség támogatásával, szolgálati lakások biztosításával segíti a pályakezdő orvosokat, gyógyszerészeket és művészeket. Több egészségügyi menedzsment-képzést és szakmai találkozót szervezett.
1997 és 2000 között aktív szerepet vállalt a romániai magyar diákszervezetek életében. 1997–1998-ban a Marosvásárhelyi Magyar Diákszövetség alelnöke, majd 1998–1999-ben elnöke volt. Ezt követően, 1998 és 2000 között az OMDSZ elnöki tisztségét töltötte be.
Tudományos tevékenysége során közreműködött szakkönyvek és tanulmányok megírásában. 2009-ben jelent meg Urológia tömören című szakkönyve a Stúdium Kiadó és a Didaktikai és Pedagógiai Kiadó gondozásában.

## Magánélete
Nős, három gyermek édesapja.